# 가톨릭문학상
가톨릭문학상은 인간의 보편적인 가치와 진리, 가톨릭 정신을 문학으로 승화한 작품을 발굴해 격려할 목적으로 가톨릭신문사가 주최하여 제정한 문학상이다.최근 3년 이내 국내 문학작품을 대상으로 선정한다.

## 한국가톨릭문학상
- 2002년 5회 조창환 시집 <피보다 붉은 오후>
- 2004년 7회 구자명 소설집 <건달>[1]
- 2005년 8회 김승옥 김형영 <낮은 수평선>
- 2006년 9회 정호승 <산소처럼 소중한 정호승 동화집>
- 2007년 10회 공지영 장편소설<우리들의 행복한 시간> 문인수 시집<쉬>
- 2008년 11회 문순태 소설집 <울타리> 정두리 동시집 <찰코의 붉은 지붕>
- 2009년 12회 공선옥 <명랑한 밤길>
- 2010년 13회 김춘추 <등대, 나 홀로 짐승이어라> 이규희 <그리움이 우리를 보듬어 올 때>
- 2011년 14회 이일향 <기대어 사는 집> 이규희 <왕비의 붉은 치마>
- 2012년 15회 이은봉 <첫눈 아침> 노순자 <기억의 향기>
- 2013년 16회 김성춘 <물소리 천사> 김훈 <흑산>[2]
- 2014년 17회 이경자 <세번째 집> 김남조 <심장이 아프다>[3]
- 2015년 18회 김원석 <새 닭이 된 헌 닭> 강은교 <바리연가집>[4]
- 2016년 19회 박승민 <슬픔을 말리다> 정길연 <우연한 생>
- 2017년 20회 한수산 <군함도> 도종환 <시월 바다> 한윤이 <기린마을 아이들>
  - 특별상 강희근 시극 <순교자의 딸 유섬이>[5]

## 부산가톨릭문학상
- 2004년  1회 황정환
- 2005년  2회 이규정
- 2009년  6회 박옥위, 정순남
- 2010년  7회 류선희, 김상원
- 2014년 11회 정경수(시조시인) 김종대(시인)
- 2015년 12회 윤미순(수필가), 홍수희(시인)
  - 올해의 작가상 공복자(시인)
- 2016년 13회 김새록(수필가)
  - 우수상 현애자(시인)
- 2017년 14회

## 미주가톨릭문학상
- 2015년 1회 이언호 <꽈리열매 세탁공장>[6]
- 2016년 2회 위진록 수필집 <고향이 어디십니까>[7]
- 2017년 3회 김재동 수필집 <인생의 암반을 뚫어라> 김은영 시집 <통마늘 인생> 이만구 시집 <할머니의 유학> 최정임 시집 <간고등어를 파는 여자> 김희원 시조집 <아메리칸 드림> 강금순 수필집 <제가 감히 성모님을 구해드리다니요>[8]